# Diseñador gráfico

Isotipo de la Escuela de la Bauhaus. Fundada en 1919 por Walter Gropius, es considerada la cuna de la profesión del diseño.

Un diseñador gráfico es un profesional que ejerce la disciplina del diseño gráfico, ya sea dentro de empresas u organizaciones o incluso de manera independiente. Es un profesional del diseño y de la comunicación visual, su enfoque principal se centra en transformar los mensajes lingüísticos en manifestaciones gráficas, ya sea de manera tangible o intangible, siendo el encargado de planear, diseñar, proyectar y transmitir los mensajes o ideas mediante la comunicación visual. Es una de las profesiones más demandadas y con mayores oportunidades laborales, ya que permite aprovechar el avance tecnológico y laborar en línea desde cualquier lugar del mundo.
De manera general, un diseñador gráfico se desenvuelve en diferentes áreas, incluyendo branding, identidad corporativa, publicidad, dibujo técnico y artístico, multimedia, etc. Es una de las profesiones que forman a un individuo en diversos campos académicos durante la misma carrera universitaria, debido a que debe entender anatomía humana, psicología, fotografía, técnicas de pintura e impresión, matemática, marketing, animación digital, modelado 3D. Además, algunos profesionales complementan su formación con el área de la programación, dando así una mirada integral a una empresa, abarcando los tres factores esenciales que se evalúan en las mismas: estructura, equipo de trabajo y producto.
Los requisitos profesionales para los diseñadores gráficos varían de un lugar a otro. El diseñador y la diseñadora deben someterse a una formación especializada que consta de educación avanzada y una práctica (o pasantía) que les permita desarrollar habilidades y destrezas en el ámbito laboral, experiencia requerida para obtener una credencial avalada con la que pueden ejercer la carrera de manera profesional. Los requisitos prácticos, técnicos y académicos para convertirse en diseñador gráfico varían según el país o jurisdicción, aunque el estudio formal del diseño en las instituciones académicas ha jugado un papel fundamental en el desarrollo de la profesión en su conjunto.

## Historia

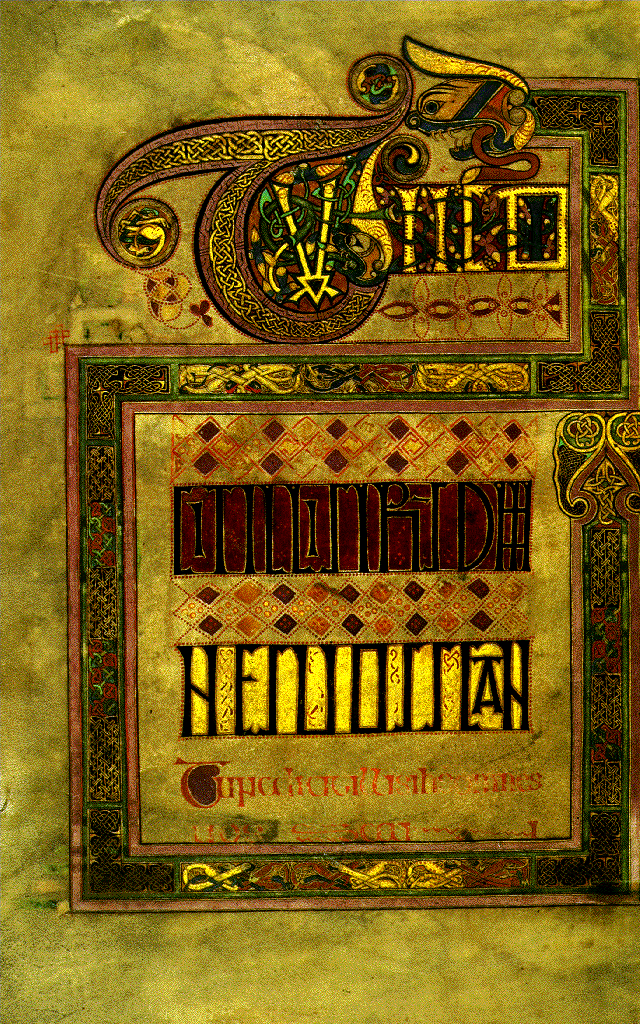
Una página del Libro de Kells: Folio 114, con texto decorado contiene el Tunc dicit illis. Un ejemplo del arte y diagramación de página de la edad media.

La definición de la profesión del diseñador gráfico es más bien reciente o algo parecido, en lo que se refiere a su preparación, su actividad y sus objetivos. Aunque no existe consenso sobre una fecha exacta en la que nació el diseño gráfico, algunos lo datan durante el período de entreguerras. Otros entienden que comienza a identificarse como tal para finales del siglo xix.
Puede argumentarse que comunicaciones gráficas con propósitos específicos tienen su origen en las pinturas rupestres del Paleolítico y en el nacimiento del lenguaje escrito en el tercer milenio a. C. Pero las diferencias de métodos de trabajo, ciencias auxiliares y formación requerida son tales que no es posible identificar con claridad al diseñador gráfico actual con el hombre de la prehistoria, con el xilógrafo del siglo xv o con el litógrafo de 1890.
La diversidad de opiniones responde a que algunos consideran como producto del diseño gráfico a cualquier manifestación gráfica y otros solamente a aquellas que surgen como resultado de la aplicación de un modelo de producción industrial; es decir, aquellas manifestaciones visuales que han sido "proyectadas" contemplando necesidades de diversos tipos: productivas, simbólicas, ergonómicas, contextuales, entre otros.
Sin embargo, la evolución del diseño gráfico como práctica y profesión ha estado estrechamente ligada a las innovaciones tecnológicas, las necesidades sociales y la imaginación visual de los profesionales. El diseño gráfico se ha practicado de diversas formas a lo largo de la historia; de hecho, los buenos ejemplos de diseño gráfico se remontan a los manuscritos de la antigua China, Egipto y Grecia. A medida que la impresión y la producción de libros se desarrollaron en el siglo xv, los avances en el diseño gráfico se desarrollaron a lo largo de los siglos posteriores, y los compositores o tipógrafos a menudo diseñaban las páginas según establecían el tipo.
A fines del siglo xix, el diseño gráfico surgió como una profesión distinta en Occidente, en parte debido al proceso de especialización laboral que se produjo allí, y en parte debido a las nuevas tecnologías y posibilidades comerciales que trajo consigo la Revolución Industrial. Los nuevos métodos de producción llevaron a la separación del diseño de un medio de comunicación (por ejemplo, un cartel) de su producción real. Cada vez más, a lo largo del siglo xix y principios del siglo xx, las agencias de publicidad, los editores de libros y las revistas contrataron directores de arte que organizaron todos los elementos visuales de la comunicación y los integraron en un todo armonioso, creando una expresión adecuada al contenido. En 1922, el tipógrafo William A. Dwiggins acuñó el término diseño gráfico para identificar el campo emergente.

## Desempeño laboral y habilidades

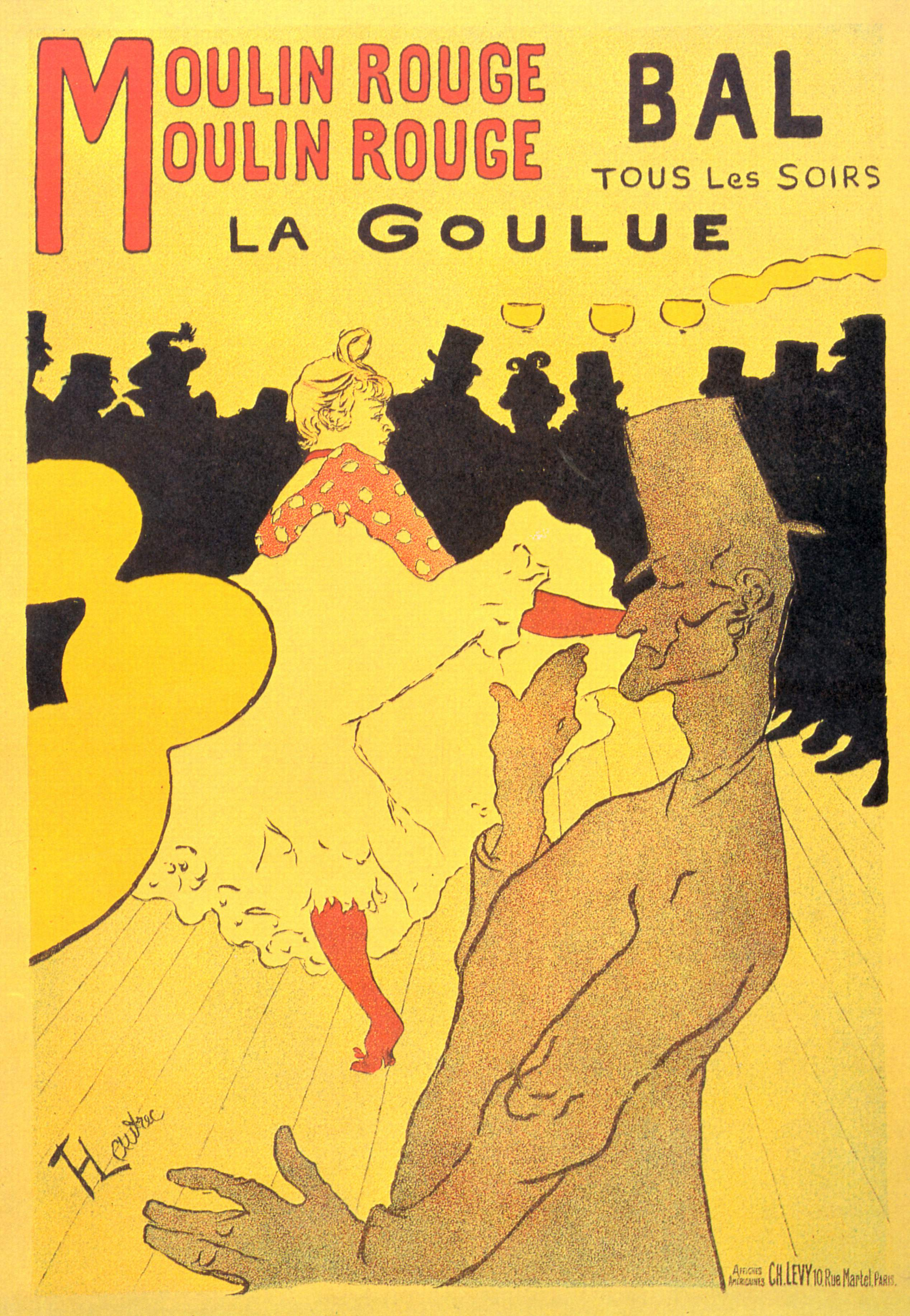
Cartel para el Moulin Rouge de París. Realizado por Henri de Toulouse-Lautrec con litografía en color en 1891. Gracias al Art Nouveau, el diseño gráfico cobró orden y claridad visual en la composición.

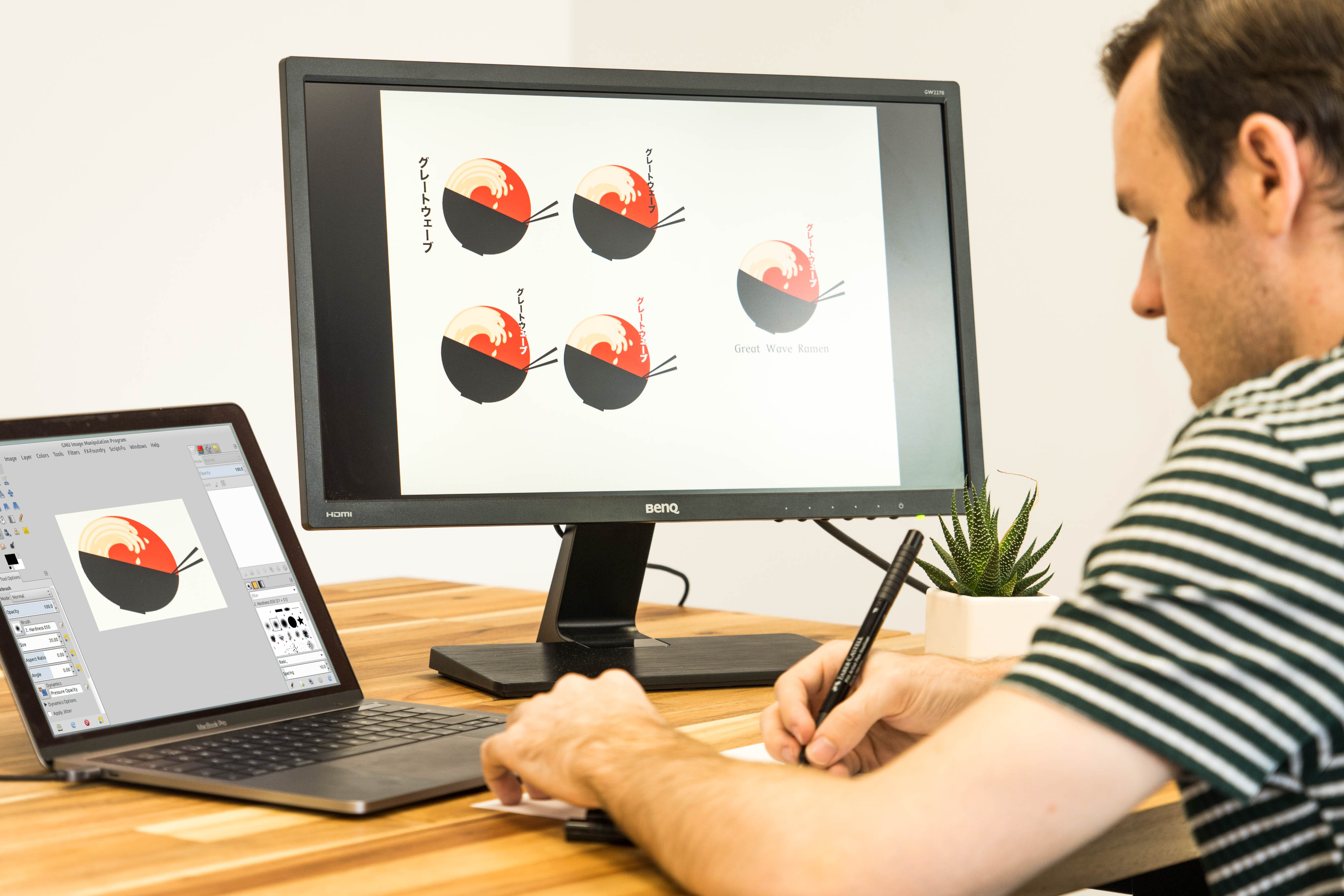
Un diseñador gráfico trabajando digitalmente en el diseño de un logotipo.

La capacidad de diseñar no es innata, sino que se adquiere mediante la práctica y la reflexión. Aun así, sigue siendo una facultad, una cosa en potencia. Para explotar esa potencia es necesaria la educación permanente y la práctica, ya que es muy difícil adquirirla por la intuición. La creatividad, la innovación y el pensamiento lateral son habilidades clave para el desempeño laboral del diseñador gráfico. La creatividad en el diseño existe dentro de marcos de referencias establecidos, pero más que nada, es una habilidad cultivable, para encontrar soluciones insospechadas para problemas aparentemente insolubles. Esto se traduce en trabajos de diseño de altísimo nivel y calidad. El acto creativo es el núcleo gestor del proceso de diseño pero la creatividad en sí no consiste en un acto de diseño. Sin embargo, la creatividad no es exclusiva en el desempeño del diseño gráfico y de ninguna profesión, aunque sí es absolutamente necesaria para el buen desempeño del trabajo de diseño.
El rol que cumple el diseñador gráfico en el proceso de comunicación es el de codificador o intérprete del mensaje. Trabaja en la interpretación, ordenamiento y presentación de los mensajes visuales. Su sensibilidad para la forma debe ser paralela a su sensibilidad para el contenido. Este trabajo tiene que ver con la planificación y estructuración de las comunicaciones, con su producción y evaluación. El trabajo de diseño parte siempre de una demanda del cliente, demanda que acaba por establecerse lingüísticamente, ya sea de manera oral o escrita, es decir, que el diseño gráfico transforma un mensaje lingüístico en una manifestación gráfica.
El profesional del diseño gráfico rara vez trabaja con mensajes no verbales. En algunas oportunidades la palabra aparece brevemente, y en otras aparece en forma de textos complejos. El redactor es en muchos casos un miembro esencial del equipo de comunicación.
La actividad de diseño requiere frecuentemente, la participación de un equipo de profesionales, como fotógrafos, ilustradores, dibujantes técnicos; incluso de otros profesionales menos afines al mensaje visual. El diseñador es a menudo un coordinador de varias disciplinas que contribuyen a la producción del mensaje visual. Así, coordina su investigación, concepción y realización, haciendo uso de información o de especialistas de acuerdo con los requerimientos de los diferentes proyectos.
El diseño gráfico es interdisciplinario y por ello el diseñador necesita tener conocimientos de otras actividades tales como la fotografía, el dibujo a mano alzada, el dibujo técnico, la geometría descriptiva, la psicología de la percepción, la psicología de la Gestalt, la semiología, la tipografía, la tecnología y la comunicación.
El profesional del diseño gráfico es un especialista en comunicaciones visuales y su trabajo se relaciona con todos los pasos del proceso comunicacional, en cuyo contexto, la acción de crear un objeto visual es solo un aspecto de ese proceso. Este proceso incluye los siguientes aspectos:
1. Definición del problema.
2. Determinación de objetivos.
3. Concepción de estrategia comunicacional.
4. Visualización.
5. Programación de producción.
6. Supervisión de producción.
7. Evaluación.

Este proceso requiere que el diseñador posea un conocimiento íntimo de las áreas de:
1. Comunicación visual.
2. Comunicación.
3. Percepción visual.
4. Administración de recursos económicos y humanos.
5. Tecnología.
6. Medios.
7. Técnicas de evaluación.

Los cuatro principios rectores del diseño gráfico son variables que el profesional del diseño gráfico debe tener en cuenta a la hora de encarar un proyecto, estos son:[cita requerida]
- El individuo: concebido como unidad ética y estética que integra la sociedad de la cual forma parte y para quien el espacio visual es uniforme, continuo y ligado.
- La utilidad: porque responde a una necesidad de información y esta es comunicación.
- El ambiente: porque nos exige el conocimiento de la realidad física para contribuir a la armonía del hábitat, y la realidad de otros contextos para entender la estructura y el significado del ambiente humano.
- La economía: porque engloba todos los aspectos relacionados con el estudio del costo y la racionalización de los procesos y materiales para la ejecución de los elementos.

Los resultados que se producen en el Diseño Visual están dados en las tipologías de la imagen en lo fijo, móvil, ambiental y digital. Los principales resultados incluyen:
1. Imagen global: Estructuración, verificación y articulación de identidad corporativa, diferenciada ésta de la creación de marcas, logotipos y diferentes aplicaciones.
2. Políticas editoriales.
3. Visualización de datos (Informática).
4. Sistema de información y nodos informativos (Quioscos).
5. Coordinación del Diseño Visual de información en el ambiente, aplicado a escala urbana, arquitectónica y escenográfica.

## El futuro del diseño gráfico
Es probable que el futuro del diseño gráfico esté fuertemente influenciado por las tecnologías emergentes y las tendencias sociales. Probablemente, los avances en áreas como la inteligencia artificial, la realidad virtual y aumentada y la automatización transformen la forma en que los diseñadores gráficos trabajan y crean diseños. También es probable que las tendencias sociales, como un mayor enfoque en la sostenibilidad y la inclusión, afecten el futuro del diseño gráfico.
Un área en la que es probable que las tecnologías emergentes tengan un impacto significativo en el diseño gráfico es en la automatización de ciertas tareas. Los algoritmos de aprendizaje automático, por ejemplo, pueden analizar grandes conjuntos de datos y crear diseños basados en patrones y tendencias, lo que libera a los diseñadores para que se concentren en tareas más complejas y creativas. Las tecnologías de realidad virtual y aumentada también pueden permitir a los diseñadores crear experiencias inmersivas e interactivas para los usuarios, desdibujando las líneas entre el mundo digital y el físico.

## Día Internacional del Diseño
El concepto fue desarrollado en 1995 por Kim Paulsen (Vicepresidente 1993-1995) para conmemorar la fundación del Consejo Internacional de Diseño el 27 de abril de 1963. Asimismo, conmemora las funciones esenciales del diseñador gráfico en la sociedad y el comercio, dando a conocer la importancia de esta profesión. El día inicialmente conocido como "Día Mundial de los Gráficos" se convirtió en el "Día Mundial del Diseño de la Comunicación" en 2012, "Día Mundial del Diseño" en 2015 y "Día Internacional del Diseño" en 2020.